# Генріх фон Ферстель
Генріх фон Ферстель (нім. Heinrich von Ferstel; 7 липня 1828, Відень — 14 липня 1883, там же) — австрійський архітектор, професор, один із найвидатніших представників історизму в архітектурі. Барон.

## Біографія
Генріх фон Ферстель народився в сім'ї високопоставленого банківського чиновника. Архітектуру вивчав у Віденській академії образотворчих мистецтв; його наставниками були Едуард ван дер Нюлль і Август Зікард фон Зікардсбург.
У 1855 році отримав державну стипендію для освітньої поїздки до Італії. Перед мандрівкою Ферстель надав свій проєкт (у неоготичному стилі) на конкурс з будівництва церкви (Вотівкірхе) у Відні на Рінгштрассе. Перебуваючи в Неаполі, архітектор дізнався, що його проєкт завоював перше місце, а також грошову винагороду — 4000 гульденів. Завдяки цій перемозі ім'я Ферстеля вже в 1855 році отримало популярність. Згодом він спроєктував ще кілька офіційних будівель в центрі Відня і на Рінгштрассе.
Після зведення будівель в стилі романтичного історизму (наприклад, палац Ферстеля), архітектор звернувся до більш помірного і суворого стилю.
Крім цього, Генріх фон Ферстель викладав також у Вищій політехнічній школі Відня (зараз Віденський технічний університет). Серед його учнів був, зокрема, Август Оттмар Ессенвейн. 
Син Генріха, Макс фон Ферстель, також став архітектором.

## Будівлі та проєкти (вибране)
- Вотівкірхе, Відень. Проєкт: 1855, будівництво: 1856-1879
- Будівля біржі і банку (нині палац Ферстеля), Відень, 1860
- Вілла Вартхольц, Райхенау-ан-дер-Ракс
- Музей мистецтва та індустрії (нині Музей прикладного мистецтва) в комплексі з Вищою школою, Відень, 1871
- Школа прикладного мистецтва (нині Університет прикладного мистецтва), 1877
- Лютеранська церква Спасіння в Бельсько-Бяла, перебудована у 1881-1882
- Будівля страхового товариства Ллойда (палац Ллойда) в Трієсті, 1883
- Головна будівля Віденського університету, 1883
- Палац ерцгерцога Людвіга Віктора на площі Шварценбергплац у Відні
- Палац Вертгейма на площі Шварценбергплац у Відні

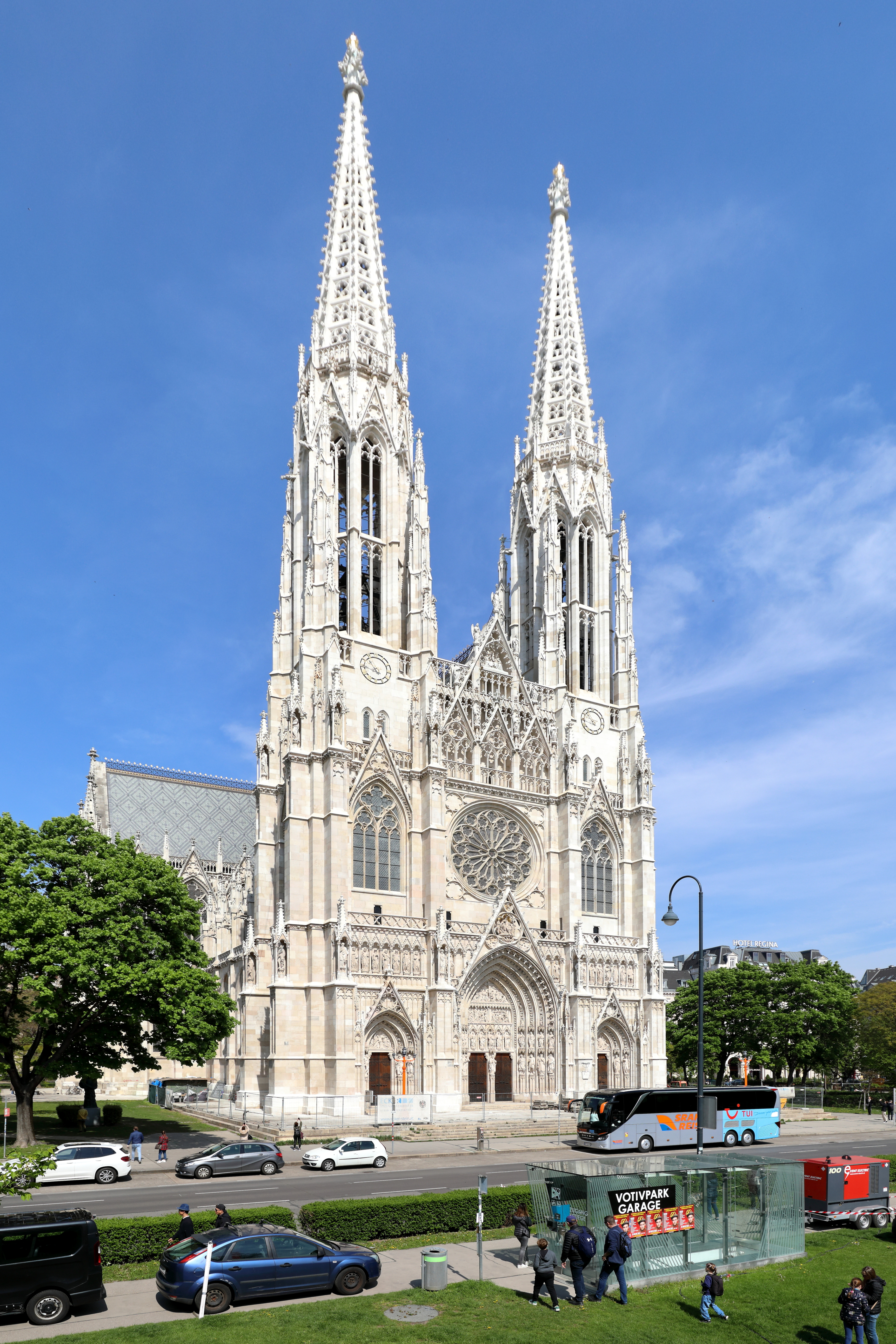
Вотівкірхе, Відень
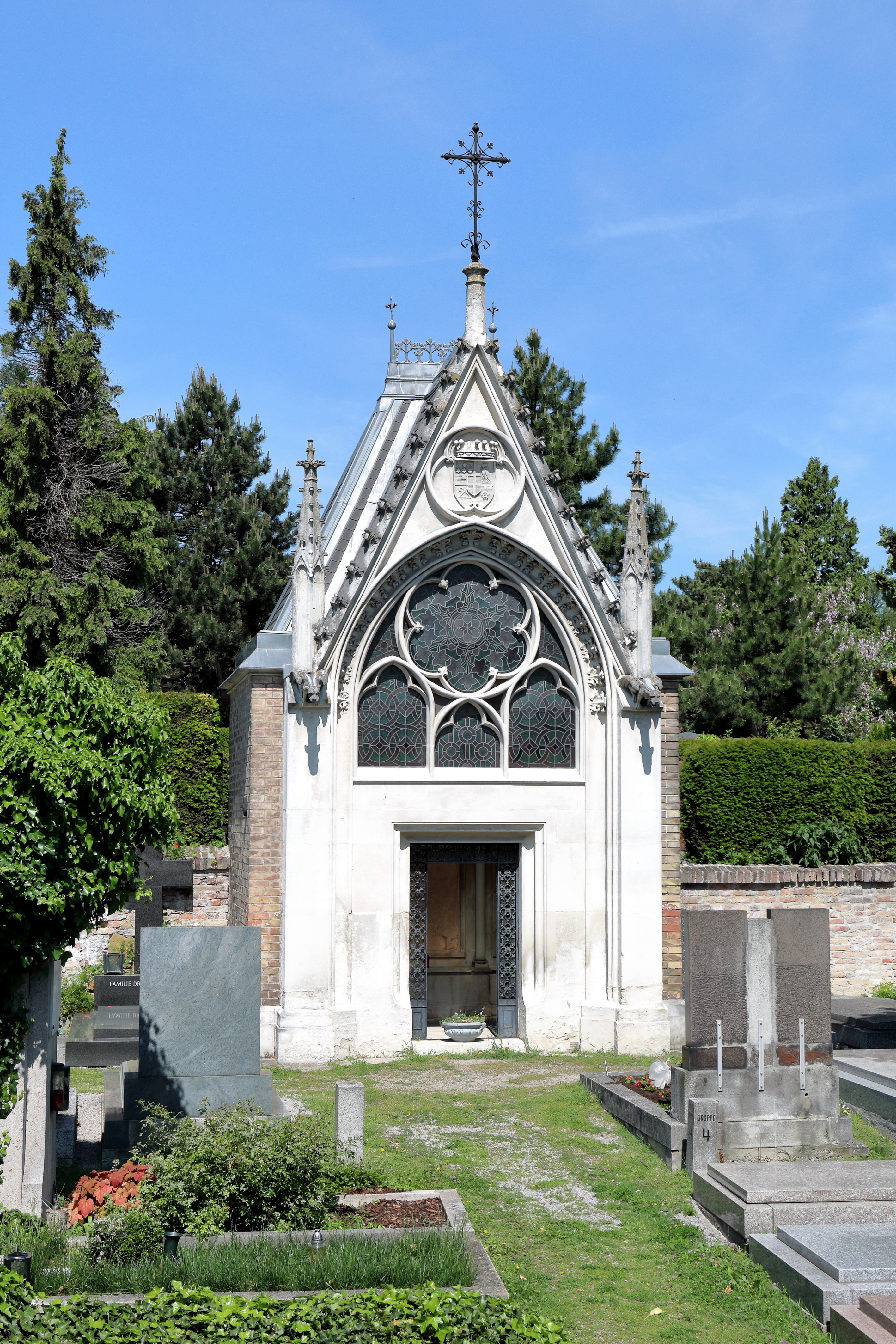
Могила Г. фон Ферстеля на Грінцінгському кладовищі
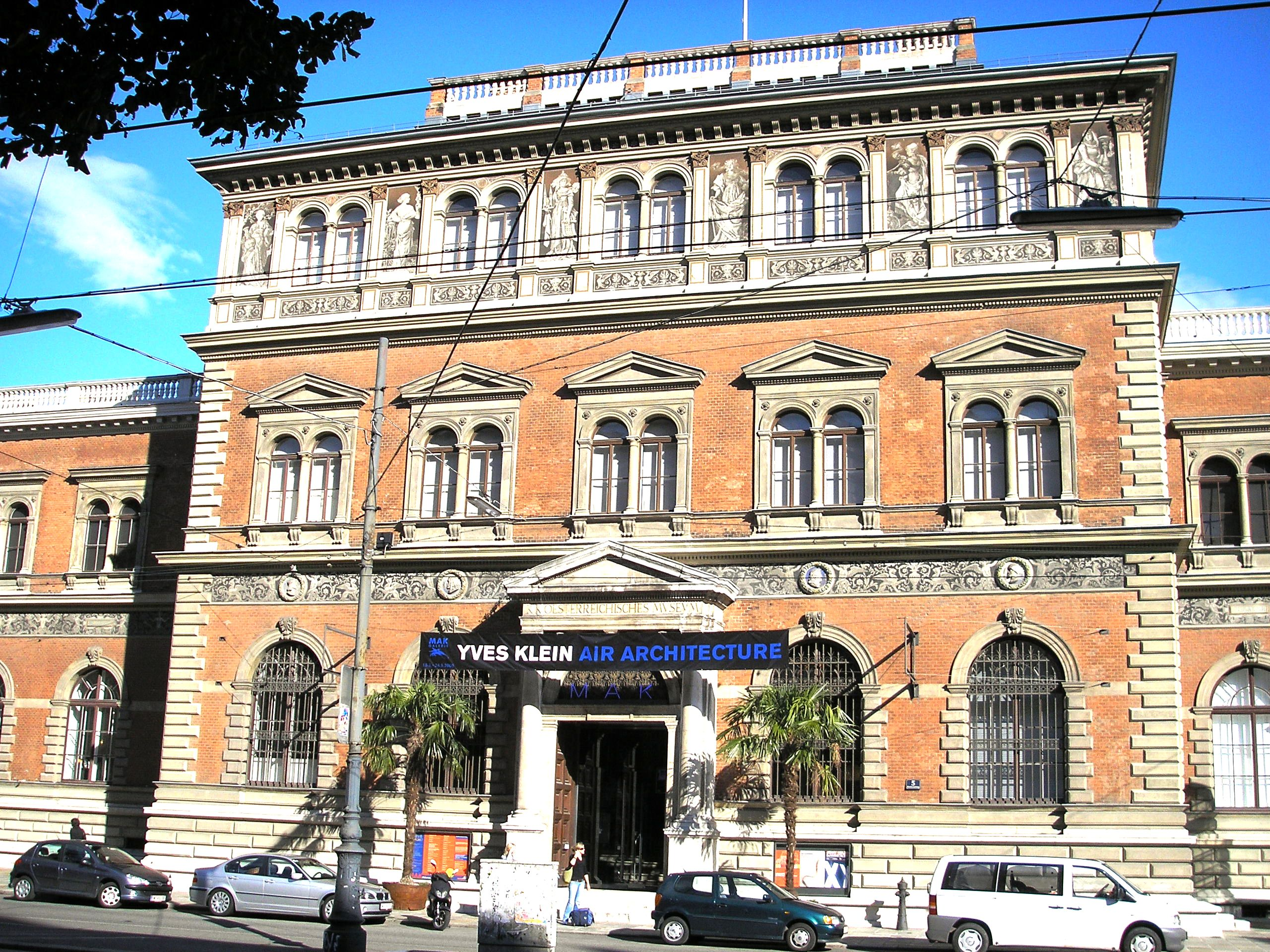
Музей прикладного мистецтва, Відень
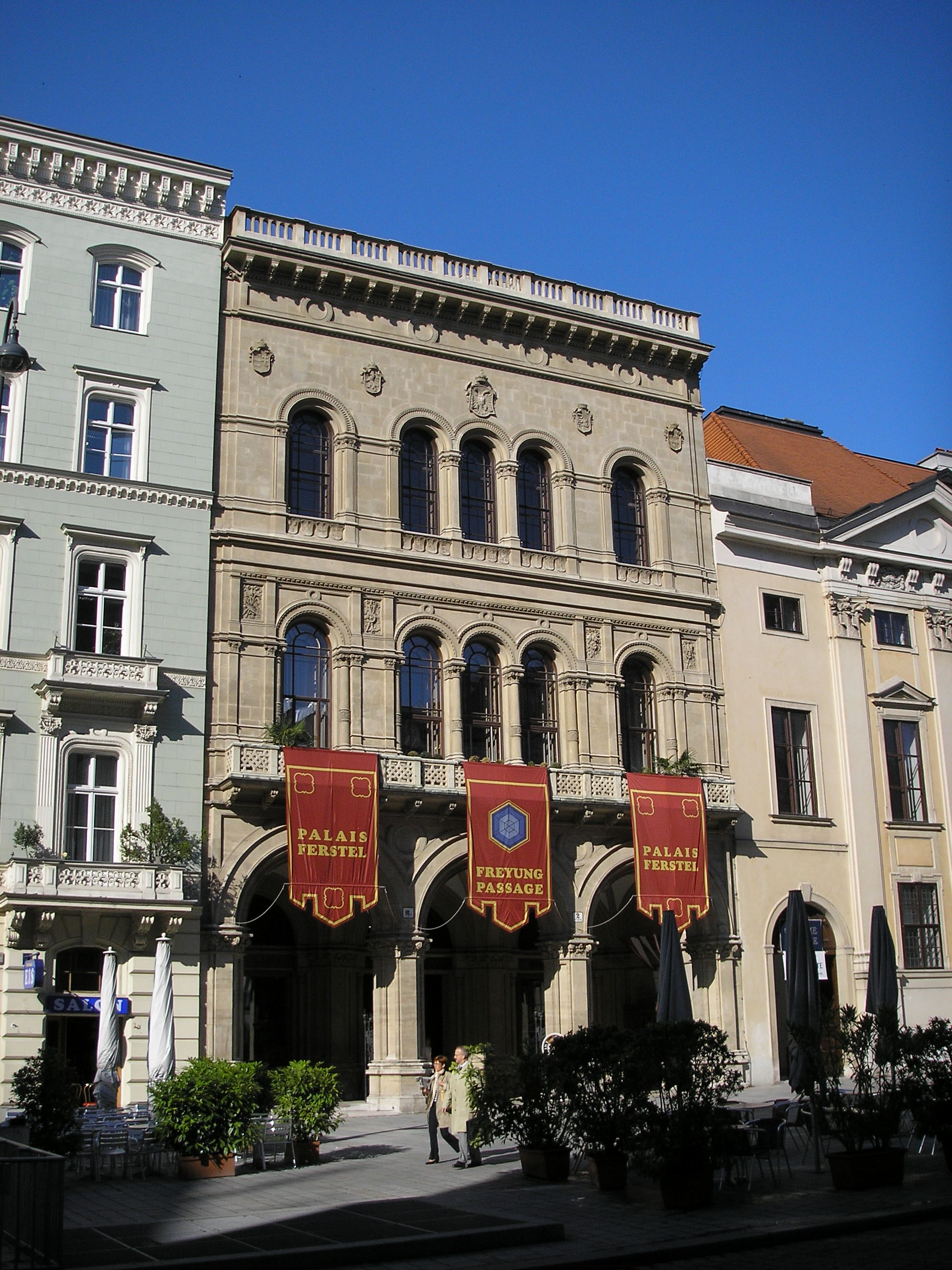
Палац Ферстеля, Відень